# Luge als Jocs Olímpics d'hivern de 1994
Als Jocs Olímpics d'Hivern de 1994 celebrats a la ciutat de Lillehammer (Noruega) es disputaren tres proves de luge, dues en categoria masculina i una en categoria femenina.
La competició tingué lloc entre els dies 13 i 16 de febrer de 1994 a les instal·lacions esportives d'Hunderfossen. Hi participaren un total de 92 corredors, entre ells 67 homes i 25 dones, de 25 comitès nacionals diferents.

## Resum de medalles

### Categoria masculina
| Prova              | Or                                   | Argent                               | Bronze                                 |
| Individual Detalls | Georg Hackl                          | Markus Prock                         | Armin Zöggeler                         |
| Parelles Detalls   | Itàlia Kurt Brugger · Wilfried Huber | ItàliaHansjörg Raffl · Norbert Huber | Alemanya Stefan Krausse · Jan Behrendt |

### Categoria femenina
| Prova              | Or                   | Argent       | Bronze           |
| Individual Detalls | Gerda Weissensteiner | Susi Erdmann | Andrea Tagwerker |

## Medaller
| Posició | País     | Or | Argent | Bronze | Total |
| 1       | Itàlia   | 2  | 1      | 1      | 4     |
| 2       | Alemanya | 1  | 1      | 1      | 3     |
| 3       | Àustria  | 0  | 1      | 1      | 2     |
|         |          |    |        |        |       |
| Total   | Total    | 3  | 3      | 3      | 9     |